# Dolicheremaeus brasilianus
Dolicheremaeus brasilianus är en kvalsterart som beskrevs av Pérez-Íñigo och Baggio 1993. Dolicheremaeus brasilianus ingår i släktet Dolicheremaeus och familjen Tetracondylidae. Inga underarter finns listade i Catalogue of Life.